# Aéroport de Daşoguz
L'aéroport de Daşoguz (aussi nommé Velayat) (code IATA : TAZ • code OACI : UTAT) est un aéroport provincial du nord du Turkménistan, situé à 15 km au sud-ouest de Daşoguz, dans la province de Daşoguz.

## Situation
| \| 100 km1:14 016 000 \| Achgabat Daşoguz Kerki Balkanabat Garabogaz Mary Türkmenbaşy Türkmenabat |
| 100 km1:14 016 000                                                                                |

## Compagnies aériennes et destinations
| Compagnies            | Destinations                                         |
| --------------------- | ---------------------------------------------------- |
| S7 Airlines           | Khodjent, Moscou-Domodédovo                          |
| Turkmenistan Airlines | Achgabat, Balkanabat, Mary, Türkmenbaşy(Krasnodovsk) |

Édité le 18/11/2020